# Charlie Huddy
Charles William "Charlie" Huddy, född 2 juni 1959, är en kanadensisk före detta professionell ishockeyspelare som tillbringade 17 säsonger i den nordamerikanska ishockeyligan National Hockey League (NHL), där han spelade för ishockeyorganisationerna Edmonton Oilers, Los Angeles Kings, Buffalo Sabres och St. Louis Blues. Han producerade 453 poäng (99 mål och 354 assists) samt drog på sig 785 utvisningsminuter på 1 017 grundspelsmatcher. Han spelade även på lägre nivåer för Rochester Americans i AHL och Houston Apollos och Wichita Winds i CHL.
Han blev aldrig draftad av något lag.
Huddy tillhörde Edmonton Oilers under hela deras NHL-dynasti på 1980-talet där organisationen blev Stanley Cup-mästare fem gånger (1983-1984, 1984-1985, 1986-1987, 1987-1988 och 1989-1990) på sex spelade finalserier.
Direkt efter att han la av med sin aktiva spelarkarriär så fick han jobb som tränare för ECHL-laget Huntington Blizzard, där blev det dock bara en säsong innan New York Rangers hörde av sig och erbjöd honom att bli assisterande tränare för organisationen. Han sa ja till dem och var där fram till 2000 när Oilers blev nästa anhalt i sin tränarkarriär, hos Oilers så hade han samma roll som hos Rangers. Under sommaren 2009 gjorde Oilers förändringar i sin tränarstab och Huddy fick gå. Den 4 augusti samma år meddelade Dallas Stars offentligt att man hade anställt Huddy som ny assisterande tränare till sin tränarstab som leddes av den dåvarande tränaren Marc Crawford. Den 15 juli 2011 blev Huddy anställd av Winnipeg Jets som återigen assisterande tränare.